# کوین مک‌کارتی
کوین مک‌کارتی (انگلیسی: Kevin McCarthy; زاده ۲۶ ژانویهٔ ۱۹۶۵) یک سیاستمدار آمریکایی است. او از ۷ ژانویه تا اکتبر ۲۰۲۳ به عنوان پنجاه و پنجمین رئیس مجلس نمایندگان ایالات متحده آمریکا فعالیت کرد. به عنوان نمایندهٔ حوزه انتخابیه بیست و سوم کالیفرنیا در مجلس نمایندگان از سال ۲۰۱۹ تا ۲۰۲۳، و به عنوان رهبر اکثریت مجلس از سال ۲۰۱۴ تا ۲۰۱۹ تحت رهبری جان بینر و پال رایان، رئیس مجلس نمایندگان ایالات متحده آمریکا بوده‌است. وی برای نخستین‌بار در ۱۶ ژانویه ۲۰۰۷ از سوی حوزه انتخاباتی بیکرزفیلد به مجلس نمایندگان راه یافت. او در حزب جمهوری‌خواه (ایالات متحده آمریکا) عضویت دارد. مک‌کارتی در۳ اکتبر ۲۰۲۳ از سمت ریاست مجلس برکنار شد.فرایند برکناری آقای مک‌کارتی به دلیل توافق با رئیس‌جمهور بایدن بر سر بودجه برای جلوگیری از تعطیلی دولت، به رهبری نماینده فلوریدا آقای مت گیتس اتفاق افتاد.
مک‌کارتی در نهمین دوره خود در مجلس نمایندگان است و از سال ۲۰۰۷ تا ۲۰۱۳ به عنوان نماینده ایالات متحده در حوزه انتخابیه بیستم و دوم کالیفرنیا، از سال ۲۰۱۳ تا ۲۰۲۳ در ناحیه بیست و سوم و از سال ۲۰۲۳ به عنوان نماینده حوزه بیستم فعالیت می‌کند.

## مواضع سیاسی

### سیاست خارجی
در سال ۲۰۱۹، مک‌کارتی تهدید کرد که علیه دو تن از اعضای کنگره، رشیده طلیب و ایلهان عمر، که به شدت از سیاست‌های دولت اسرائیل در سرزمین‌های فلسطینی انتقاد کرده و جنبش بایکوت، سلب سرمایه و تحریم‌ها را پذیرفته بودند، اقدام خواهد کرد. او گفت که اگر دموکرات‌ها اقدامی انجام ندهند، فکر می‌کنم از من اقدامی را مشاهده خواهید کرد.
در ژانویه ۲۰۲۰، پس از کشتن قاسم سلیمانی توسط ایالات متحده، مک‌کارتی از نانسی پلوسی به دلیل «دفاع» از سلیمانی انتقاد کرد.
مک‌کارتی از معترضان هنگ کنگ حمایت کرد. او نوشت: «به نظر می‌رسد NBA بیشتر نگران از دست دادن تجارت است تا دفاع از آزادی.»
مک‌کارتی در دوران ریاست جمهوری ترامپ از برنامه‌های دولت برای خروج از افغانستان ستایش کرد. زمانی که دولت بایدن از افغانستان خارج شد، مک‌کارتی بایدن را به خاطر نحوه و اجرای عقب‌نشینی مورد حمله قرار داد.

## ریاست مجلس نمایندگان
مک‌کارتی در ژانویه ۲۰۲۳ پس از ۱۵ دور رای‌گیری به ریاست مجلس نمایندگان آمریکا منصوب شد. نهایتاً پس از ۹ ماه از این عنوان برکنار شد.

### برکناری
تصویب بودجه موقت دولت فدرال آمریکا در ۳۰ سپتامبر ۲۰۲۳ در آخرین لحظات و با وجود مخالفت ۹۰ نماینده جمهوری‌خواه به انجام رسید. اگر این بودجه تصویب نمی‌شد، دولت فدرال تعطیل می‌شد، اما مک‌کارتی با دموکرات‌ها به توافق رسیده بود که از تعطیلی دولت جلوگیری کند و این تصمیم برخی از جمهوری‌خواهان را عصبانی کرد. این توافق منجر به موجی از انتقادها شد که در نتیجه در ۳ اکتبر، ۲۰۲۳ مت گیتس، نماینده جمهوری‌خواه ایالت فلوریدا، تصمیم به ارائه طرحی برای عزل مک‌کارتی گرفت.
بعد از یک روند طولانی، مجلس نمایندگان آمریکا تصمیم به برکناری مک‌کارتی از سمت ریاست این مجلس گرفتند. ۲۱۶ نفر از نمایندگان (شامل هشت نماینده جمهوری‌خواه) به عزل مک‌کارتی از مقام ریاست مجلس رأی دادند. در مقابل، ۲۱۰ نماینده او را حمایت کردند، اما این تعداد کافی برای جلوگیری از عزل او نبود. عزل رئیس مجلس توسط نمایندگان مجلس برای اولین بار بود که در تاریخ آمریکا اتفاق افتاد.
با عزل مک‌کارتی، پاتریک مک‌هنری از کارولینای شمالی که در رای‌گیری از مک‌کارتی حمایت کرده بود، به عنوان رئیس مجلس موقت منصوب شد.